# Tamaulipas, Chiapas
Tamaulipas är en ort i Mexiko.   Den ligger i kommunen Frontera Comalapa och delstaten Chiapas, i den sydöstra delen av landet, 800 km sydost om huvudstaden Mexico City. Tamaulipas ligger 545 meter över havet och antalet invånare är 337.
Terrängen runt Tamaulipas är varierad. Tamaulipas ligger nere i en dal. Runt Tamaulipas är det ganska tätbefolkat, med 90 invånare per kvadratkilometer. Närmaste större samhälle är Nueva Libertad, 12,2 km öster om Tamaulipas. I omgivningarna runt Tamaulipas växer huvudsakligen savannskog.